# روکاکو یوشی‌سادا
روکاکو یوشی‌سادا (به ژاپنی: 六角義定)، ساساکی جیرو (به ژاپنی: 佐々木次郎); – ۵ سپتامبر ۱۶۲۰) پسر رهبر خاندان روکاکو، روکاکو یوشیکاتا و برادر روکاکو یوشیسوکه یک سامورایی اهل ژاپن بود.
در مارس ۱۵۸۲، خاندان تاکدا با تهاجم نیروهای متحد اودا نوبوناگا و توکوگاوا ایه‌یاسو به قلمرو تاکدا (فتح کوشو) نابود شد. پس از سقوط خاندان تاکدا، خاندان اودا خواستار تحویل ساساکی جیرو (روکاکو یوشی‌سادا) شد که به معبد ارین پناه برده بود، اما معبد نپذیرفت، بنابراین اودا نوبوتادا، تسودا موتویوشی، هاسه‌کاوا یوجی، سکی ناریشیگه و آکازا شیچیروئمون را اعزام کرد. در نتیجه معبد ارین به آتش کشیده شد. به همین مناسبت، کایسن جوکی بر بالای دروازه سانمون شعله‌ور ایستاد.
گفته می‌شود که کایسن جوکی ایمان خود را با بیان قانون ۴۳ هکیگانروکو تثبیت کرده است، «آرامش لزوماً به مناظر و آب نیاز ندارد، اگر آتش را از ذهن خود پاک کنید، آتش خنک می‌شود» یا با ترجمه دیگر «اگر آتش را در ذهن و افکار خود از بین ببرید، آتش نیز سرد می‌شود.» در نسل‌های بعدی به یادگار کایسن جوکی معروف شده بود و این شعر نیز به صورت پلاک در دو طرف دروازه سانمون آویزان شده است که بازسازی و نوسازی شده است. از سوی دیگر، در «کورانکی» این کلمات توسط تاکایاما در جریان گفتگو با کایسن جوکی، راهب معبد چوزنجی بیان شده است و در اسناد معاصر یافت نمی‌شود و در اوایل دوره مدرن، در تالیفات از آنها یاد شده است. فرقه رینزای به عنوان آخرین شعر کایسن جوکی معرفی شده است، و ساتو هاچیرو به این احتمال اشاره کرده است که این شعر آخرین شعر کایسن جوکی نیست بلکه اقتباسی بعدی است.